# Asperula rupestris
Asperula rupestris är en måreväxtart som beskrevs av Vincenzo Tineo. Asperula rupestris ingår i släktet färgmåror, och familjen måreväxter. Inga underarter finns listade i Catalogue of Life.